# Fontaine Contarini
La fontaine Contarini est une fontaine située dans la ville haute de Bergame, sur la Piazza Vecchia, entre le Palazzo della Ragione et le Palazzo Nuovo (hébergeant la bibliothèque Angelo Mai). 

## Histoire
La fontaine doit son nom à Alvise Contarini, podestat de la république de Venise, qui l'a donnée aux citoyens en 1780, lorsqu'il a quitté son poste. L'intention du recteur de l'époque était à la fois d'embellir la Piazza Vecchia centrale et de fournir aux habitants un outil précieux qui peut être utilisé à des fins domestiques et contre la sécheresse. En 1858, la fontaine subit une rénovation presque complète, qui modifia partiellement ses caractéristiques. 
Au milieu de la période du Risorgimento, précisément en 1885, la fontaine a été démontée pour faire place au monument à Giuseppe Garibaldi. Quelques décennies plus tard, au début du XXe siècle, elle a été réinstallée dans sa position d'origine, tandis que le monument du héros a été placé dans la ville basse (Piazza dei Mille). 
Une nouvelle intervention financée par des fonds privés a permis, au début du nouveau millénaire, une récupération de la structure, endommagée par la pollution, la ramenant à sa splendeur initiale. 

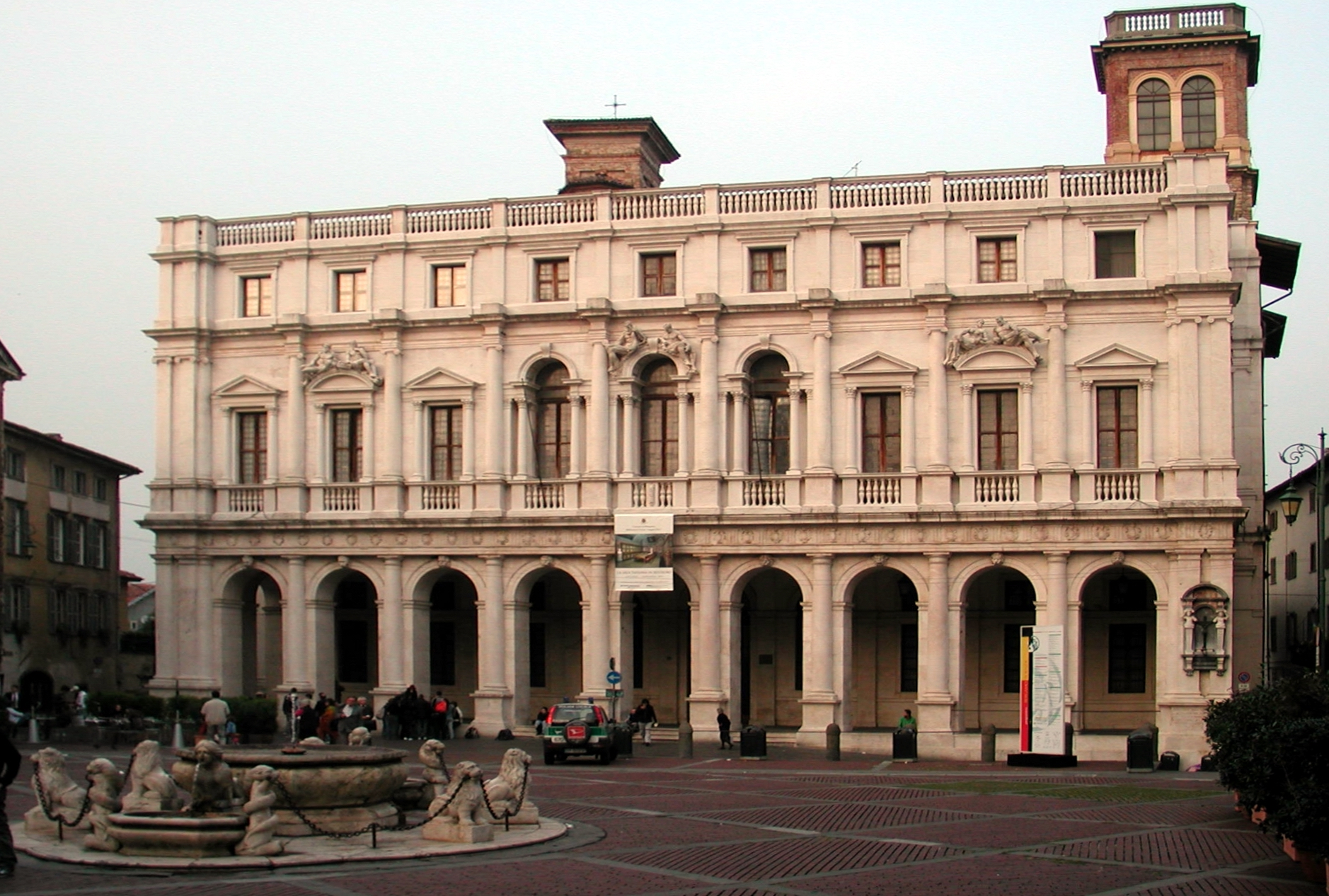
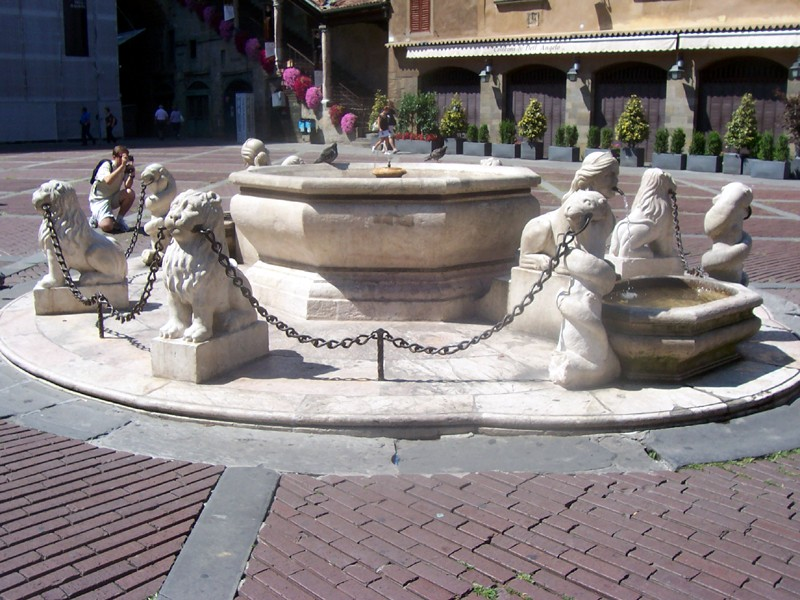
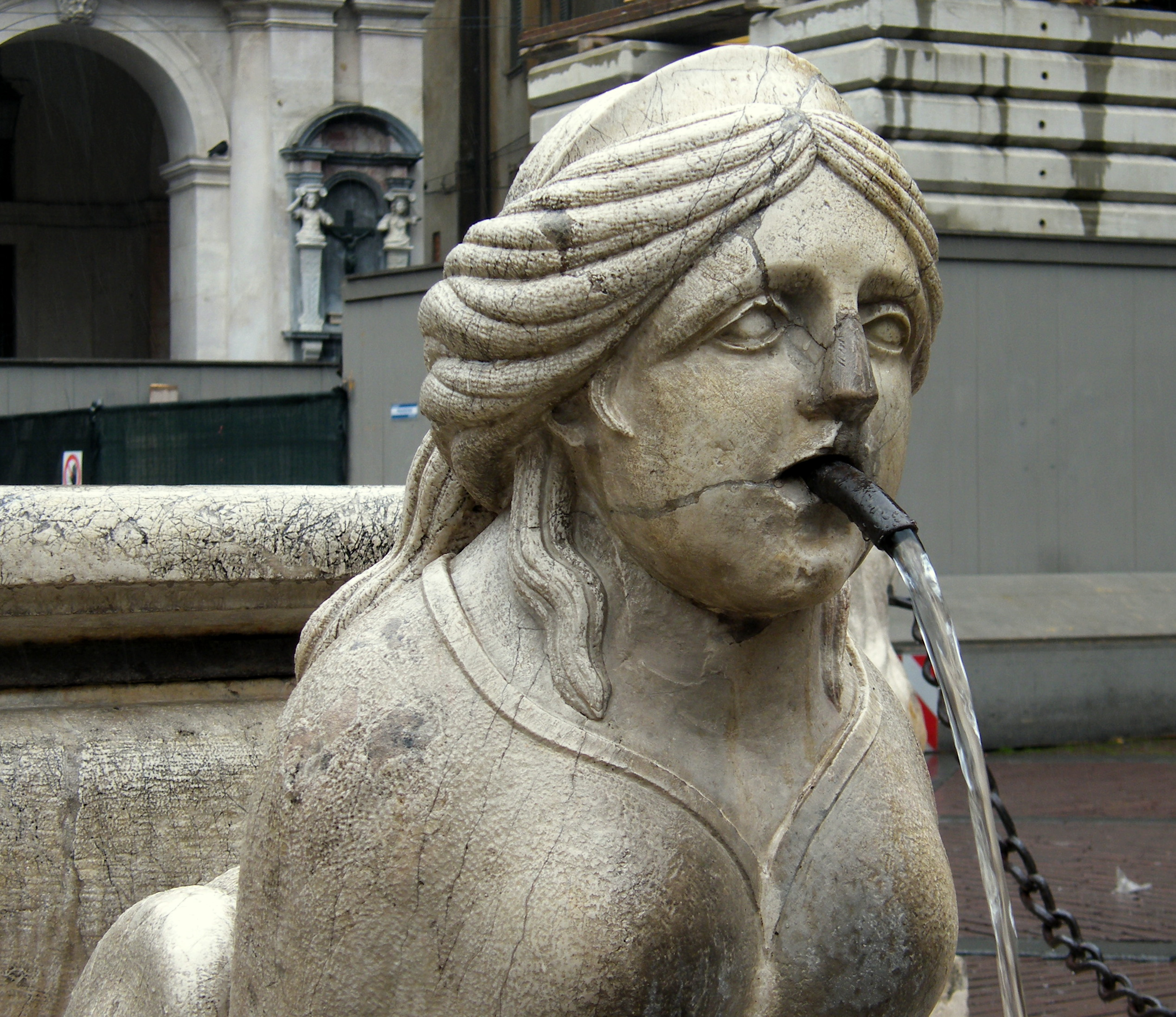
Détail de la fontaine : une des Sphinges.